# Thalictrum osmorhizoides
Thalictrum osmorhizoides är en ranunkelväxtart som beskrevs av Takenoshin Nakai. Thalictrum osmorhizoides ingår i släktet rutor, och familjen ranunkelväxter. Inga underarter finns listade i Catalogue of Life.